# Propalticidae
De Propalticidae voormen een familie van kevers uit de superfamilie Cucujoidea. De wetenschappelijke naam van de familie is voor het eerst geldig gepubliceerd in 1952 door Crowson. De kleine familie omvat 44 soorten in 2 geslachten.

## Genera
De familie Propalticidae omvat de volgende geslachten:
- Propalticus Sharp, 1879
- Slipinskogenia Gimmel, 2011